# Gyergyószentmiklósi római katolikus templom

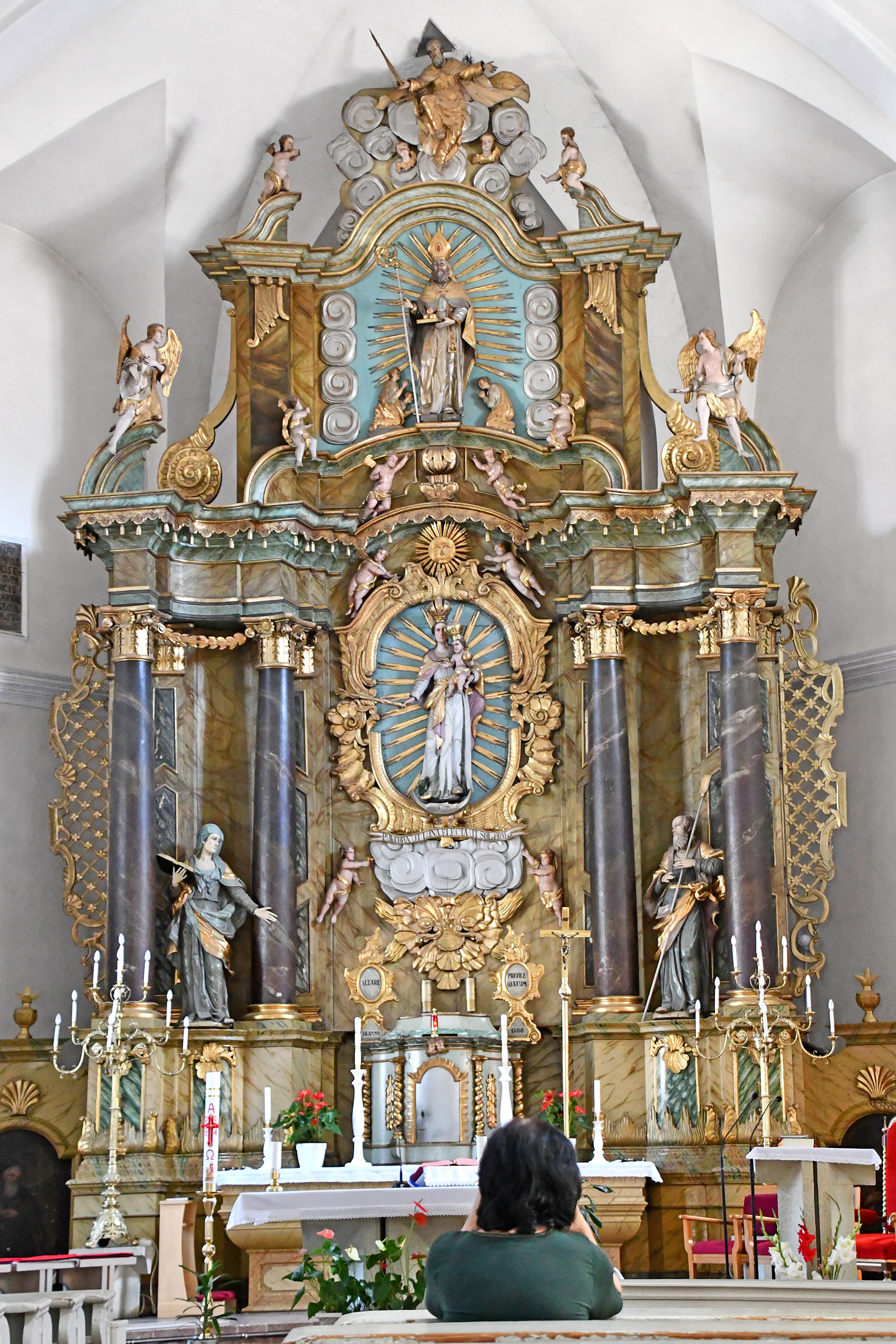
A főoltár

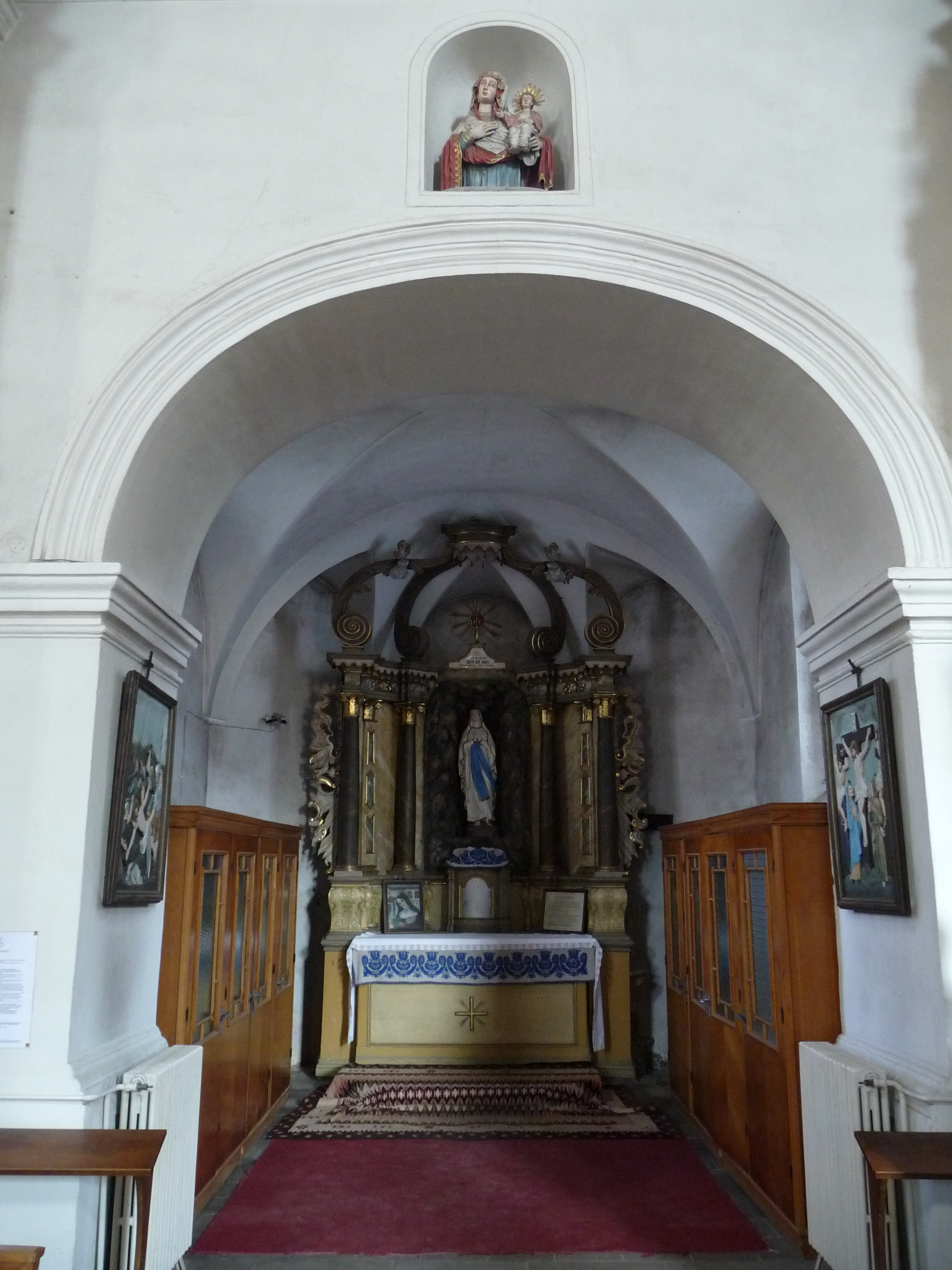
Az oldalkápolna

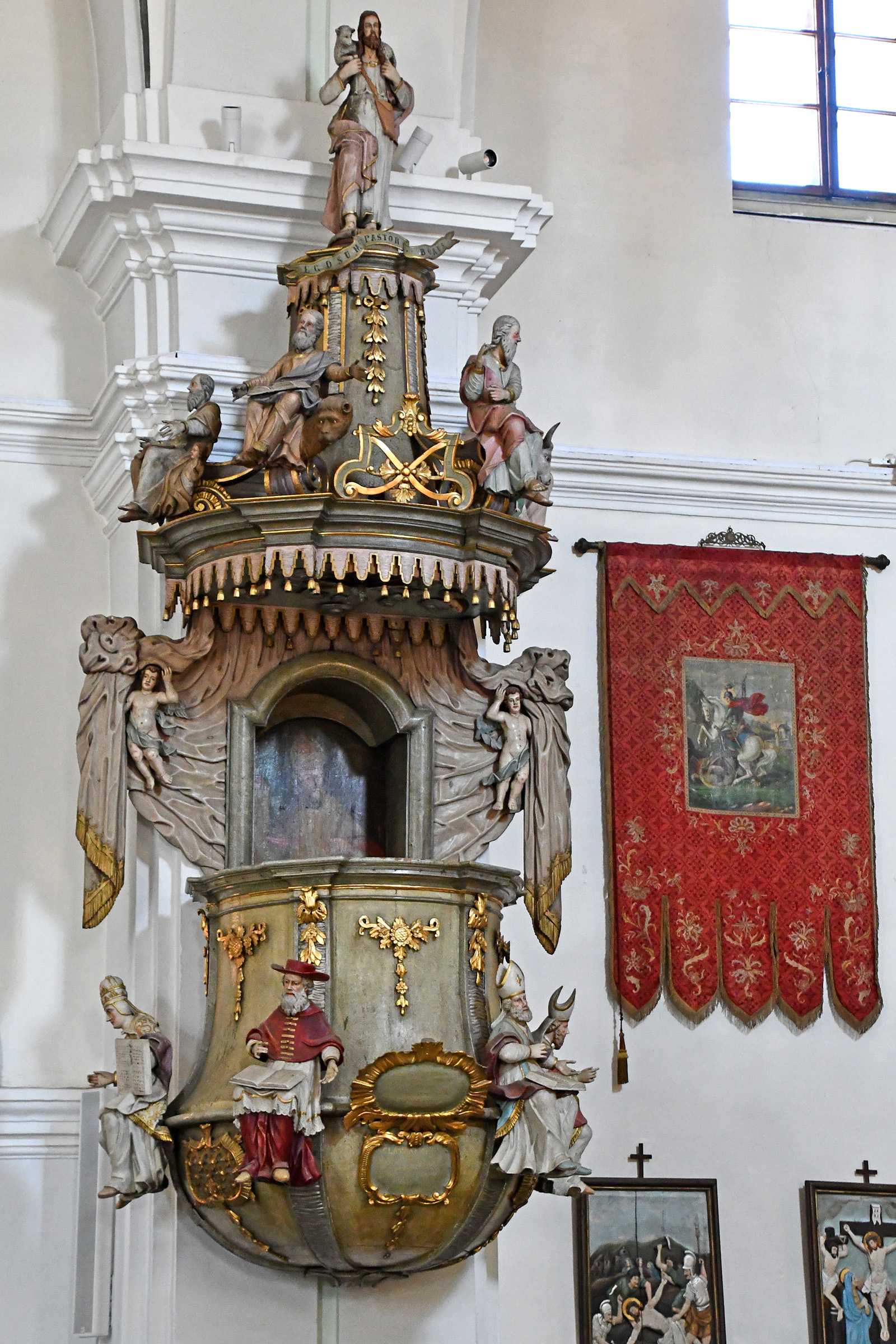
A szószék

A Gyergyószentmiklósi római katolikus templom a város legrégebbi műemléke, a Márton Áron utca 9-11. szám alatt található. Hargita megye műemlékeinek hivatalos jegyzékében műemlék épületként szerepel.

## A templom története
Gyergyószentmiklós egyházközség már a 13-14. század fordulóján létezett. A korabeli dokumentumok először 1333-ban említették Gorgio néven. 
Gyergyószentmiklós egyházközség és templom ősi eredetére utal az 1428-ból származó Missale, vallásos misekönyv.  
1567-ben a regestrumban Zenk Miklós néven 78 kapuval szerepelt. 1569-ben Gijergio Zent Miklós, 1602-ben Giorgio Szent Miklós, 1698-ban Gyergyó Szent Miklós  néven jegyezték be.   
A város Szent Miklós tiszteletére szentelt templomáról kapta a nevét.
A település első temploma a 15. század végén épült gótikus stílusban. Az építkezés pontos dátumát a torony alatti ajtókeret román kori szemöldökkövébe utólag bevésett 1499-es évszám jelzi.
Endes Miklós Csík- Gyergyó-, Kászon-Székek (Csík megye) földjének és népének története 1918-ig című  könyvében leírta, hogy 1586-ban  Fábián pap idején egyházi fegyelemről szóló szabályzat készült.  
A középkori templomot 1629-ben kibővítették, 1637-ben cinteremmel egészítették ki.
Az 1661-es tatárbetörés alkalmával a templom megrongálódott.
A kicsinek bizonyuló régi templom helyére 1756-1773 között barokk stílusban felépítették az új templomot.
A templomot kőkerítés veszi körül,  amely 1750-ben készült.
1869-ben, nagyobb javításokra került sor a templomban, amelynek során a tornyot új bádogburkolattal fedték be, ugyanakkor a  padlózatot is felújították és a padokat is kicserélték. 
Az 1964-es feltárások alkalmával gótikus elemeket hoztak napvilágra, befalazott gótikus ablakokat és egy  kriptát tárták fel. Akkor találták meg a 15. századi templom alapfalait is, és megállapították a régi templom méreteit, amelynek hossza 28 méter, szélessége 6, 5 méter volt.
1990-től Szent Miklós napi körmenetet tartanak a városban.
1995-ben a torony felújítási munkálatai során a déli oldalfalon latin feliratos napórát tártak fel.

## A templom  leírása
A Gyergyószentmiklósi római katolikus templomnak két előrésze, három bejárata, egy oldalkápolnája, hét oltára és tágas karzata van. 
Az erős talapzatú műemlék épületen gótikus, valamint barokk elemek keverednek. 
Kórushomlokzata és két oldalsó kapubejárata jellegzetesen gyergyószéki barokk stílusban készült. 
A mai barokk stílusú templomon még fellelhetők a torony emeleti részén befalazott gótikus ablakok. Ugyancsak a gótikus kor emlékét idézi a templom 1548-as harangja is, amelyen az alábbi felirat olvasható:
„Non habemus hic manentem civitatem, sed futura inquirimus. Gy. - SZ.- Miklos. 1548.”
Az órával és 4 haranggal ellátott tornyot három alkalommal magasították, erre utalnak a bevésett évszámok 1733, 1756, 1837.
Az 1995-ös  felújítási munkálatok során a torony déli oldalfalán feltárt napórán az alábbi felirat látható:
„Ortus docet bene viveret – vagyis: Napkelet, taníts meg helyesen élni.” 
A feltárások alkalmával kiderült, hogy a toronynak azon részét, ahol a felirat fennmaradt, 1756-ban emelték. A napóra mutatójának helyét a falon egy kör alakú nyílás jelzi.
A műemlék épület főoltára, a mellékoltár és a szószék barokk stílusú, a Szent Antal-oltár a rokokó  jegyeit őrzi, az orgona csúcsíves. A barokk templom mennyezetig érő magas főoltára teljesen betölti a szentélyt, amelyen a templom védőszentjének Szent Miklósnak szobra áll. Alatta a Boldogságos Szűz koronás alakja látható az alábbi felirattal: 
„Szép, mind a hold, választott, mint a nap, és rettenetes, mint a hadvezér rendezett serege.”
A  főoltár stílusához hasonló a két nagyobb mellékoltár is, amelyek közül az egyik Keresztelő Szent János tiszteletére készült.
A rokokó stílusú  Szent Anna-oltár szép ornamentikájával, a Szent Kereszt-oltár arányaival hívja fel a látogató figyelmét.
A csúcsíves stílusú szekrénybe foglalt orgona 1877-ben.  ajándékként került a templomba. 
Dr. Endes Miklós: Csík-, Gyergyó-, Kászon-Székek (Csík megye) földjének és népének története 1918-ig című könyvében az alábbiakat írja:
„Ennek a templomnak Fogarasy Mihály püspök, mivel gyergyószentmiklósi születésű volt különböző ajándékok mellett, Kollonits Istvántól egy nagyon szép pneumatikus orgonát vásárolt 2300 forintért.”
Az új templom középkori emléke egy pergamenlapokból készült kéziratos Missale, melynek ma is friss színektől ékes iniciáléi, gyönyörű gót betűs kézírása a 15. század művészetét hirdeti. 
A templomot kőfal veszi körül, amelynek építését  először 1657-ben említették, majd 1756-ban újjáépítették, a cintermet kibővítették. 
A bejárati kapu valószínűleg egyidős a mai templommal.
A templomot délről övező áttört kőkerítésnél Nepomuki Szent János kőszobra áll. A templom előtt, a Márton Áron utca középvonalában áll Fogarasy Mihály erdélyi püspök szobra.

## Képek

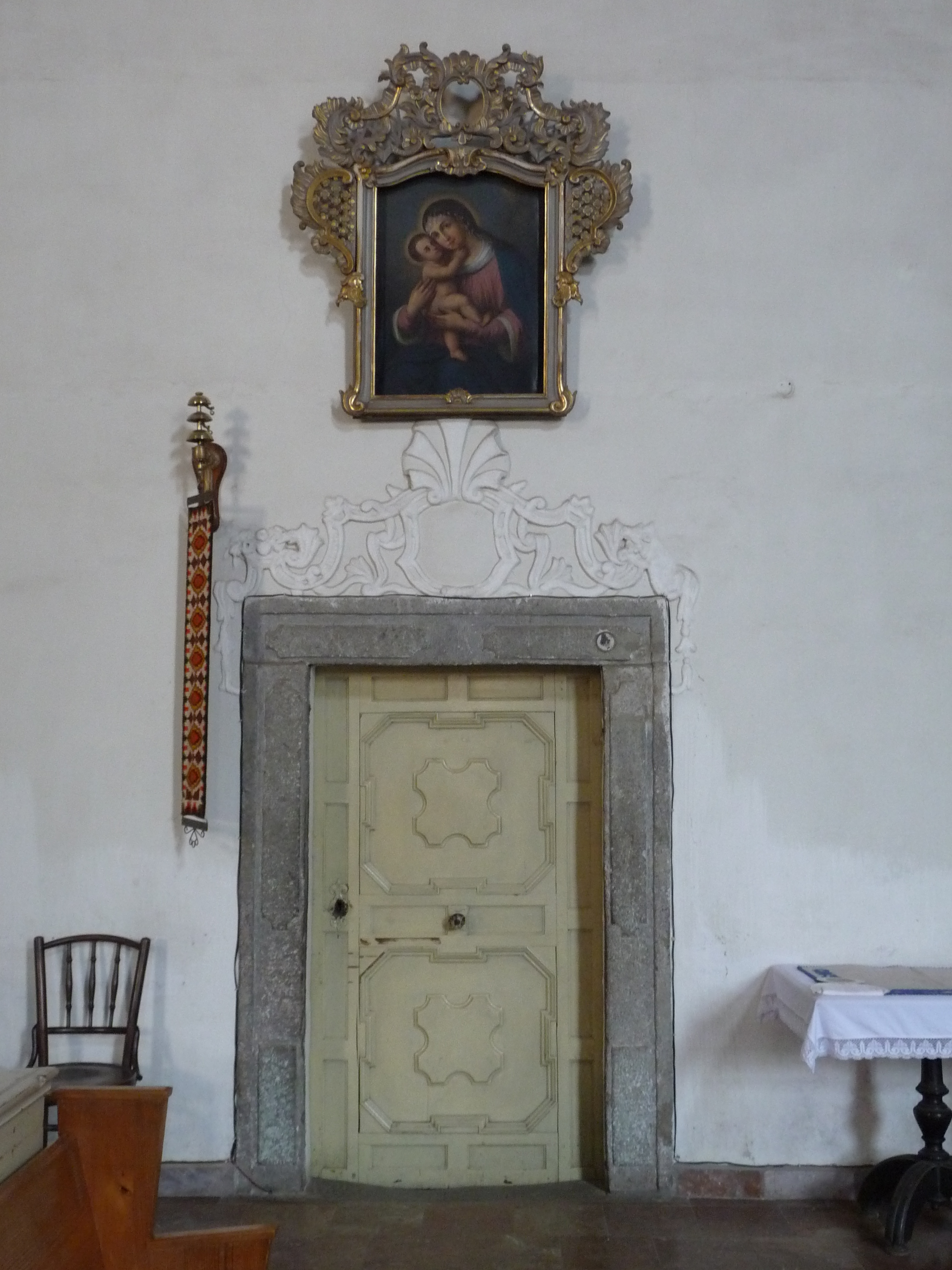
A déli oldalbejárat
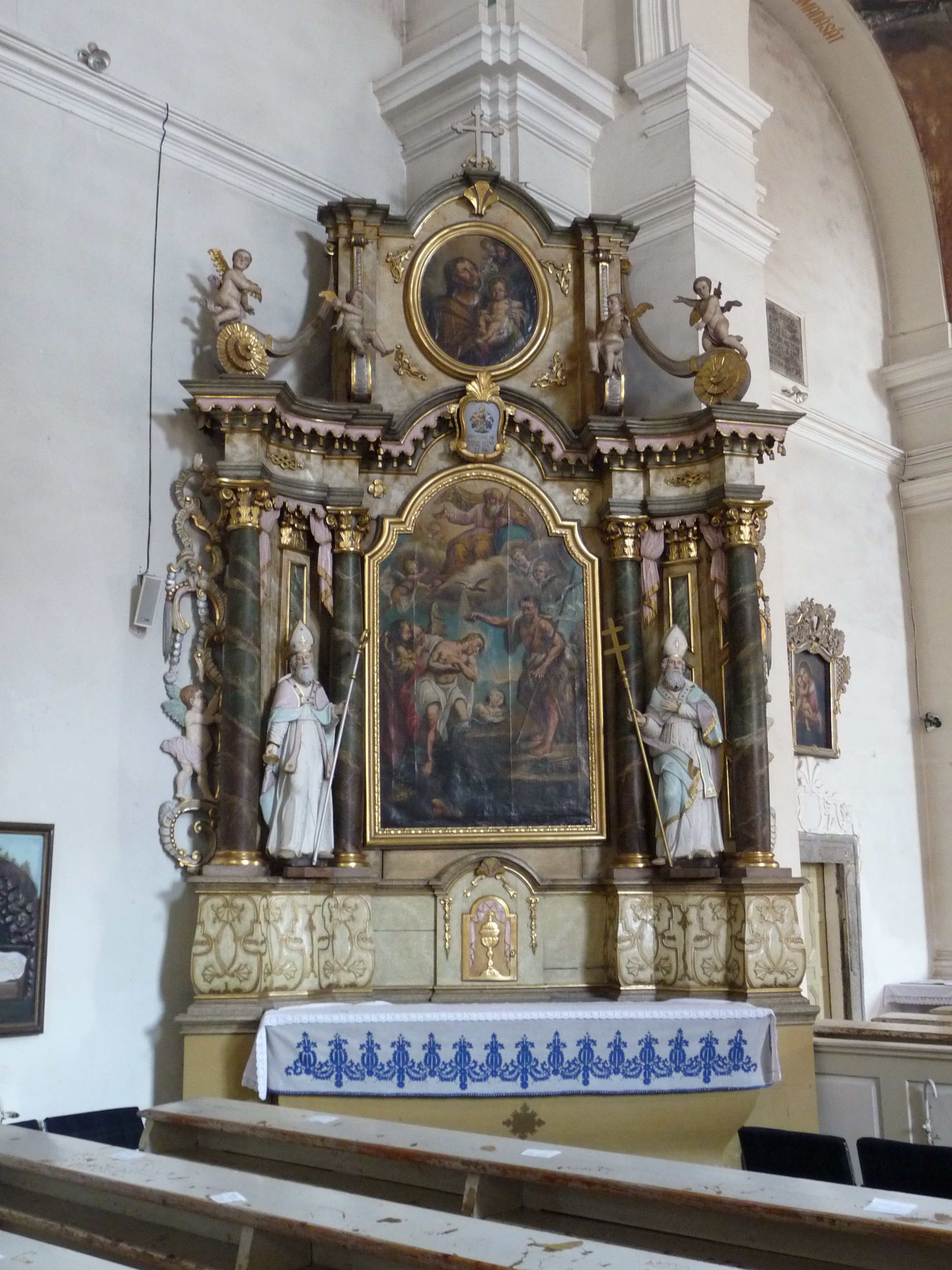
Keresztelő Szent János-oltár
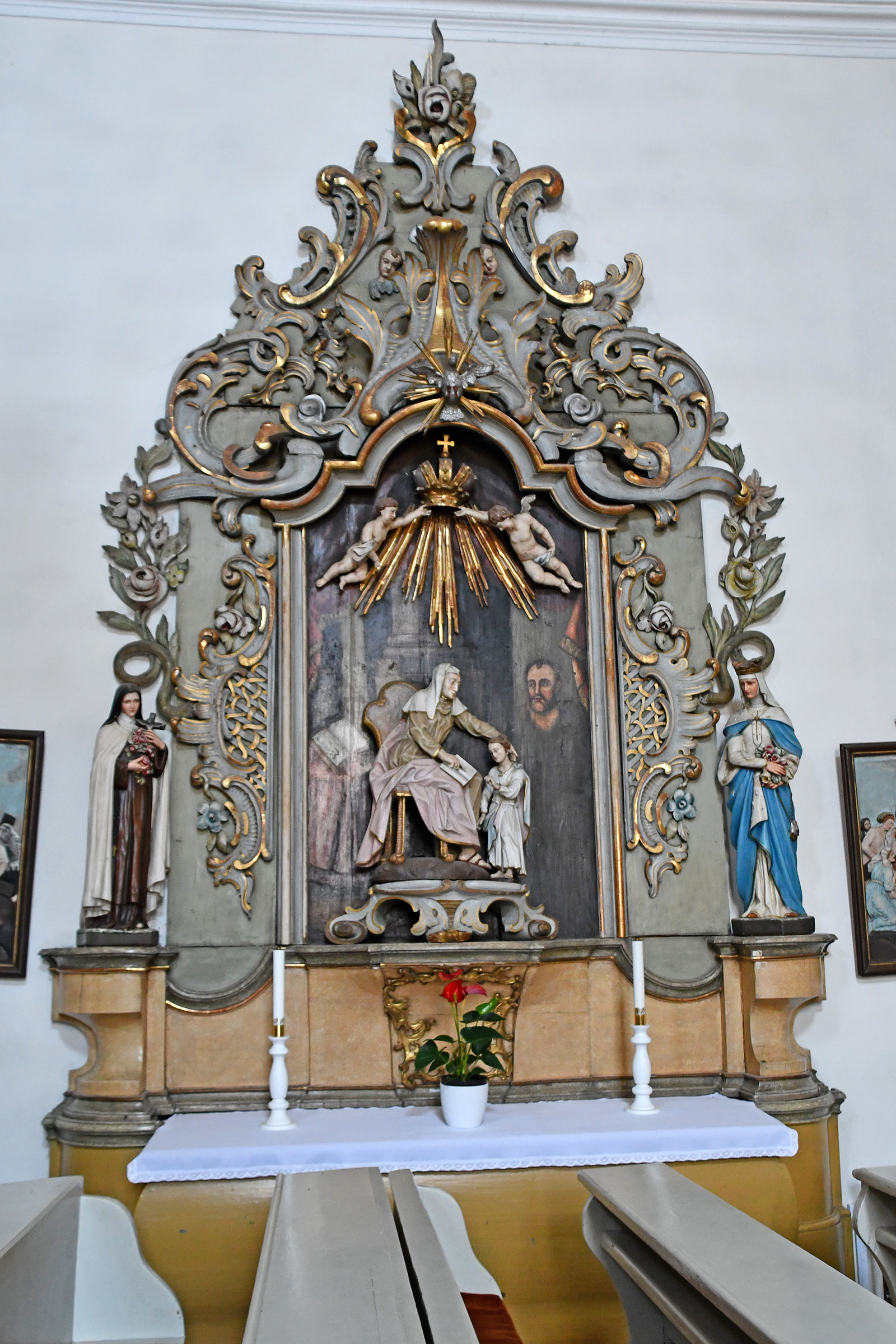
Szent Anna-oltár
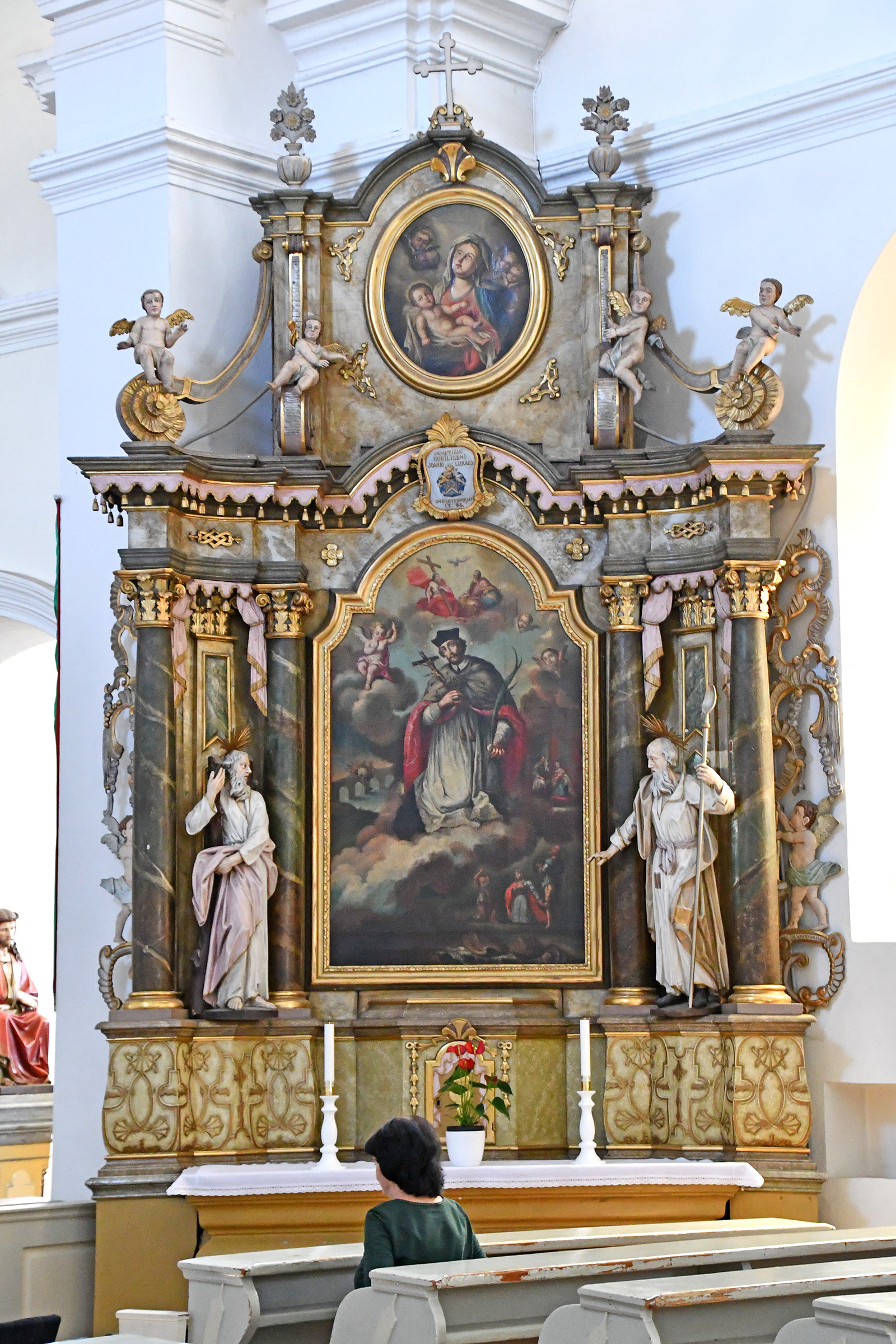
Nepomuki Szent János-oltár
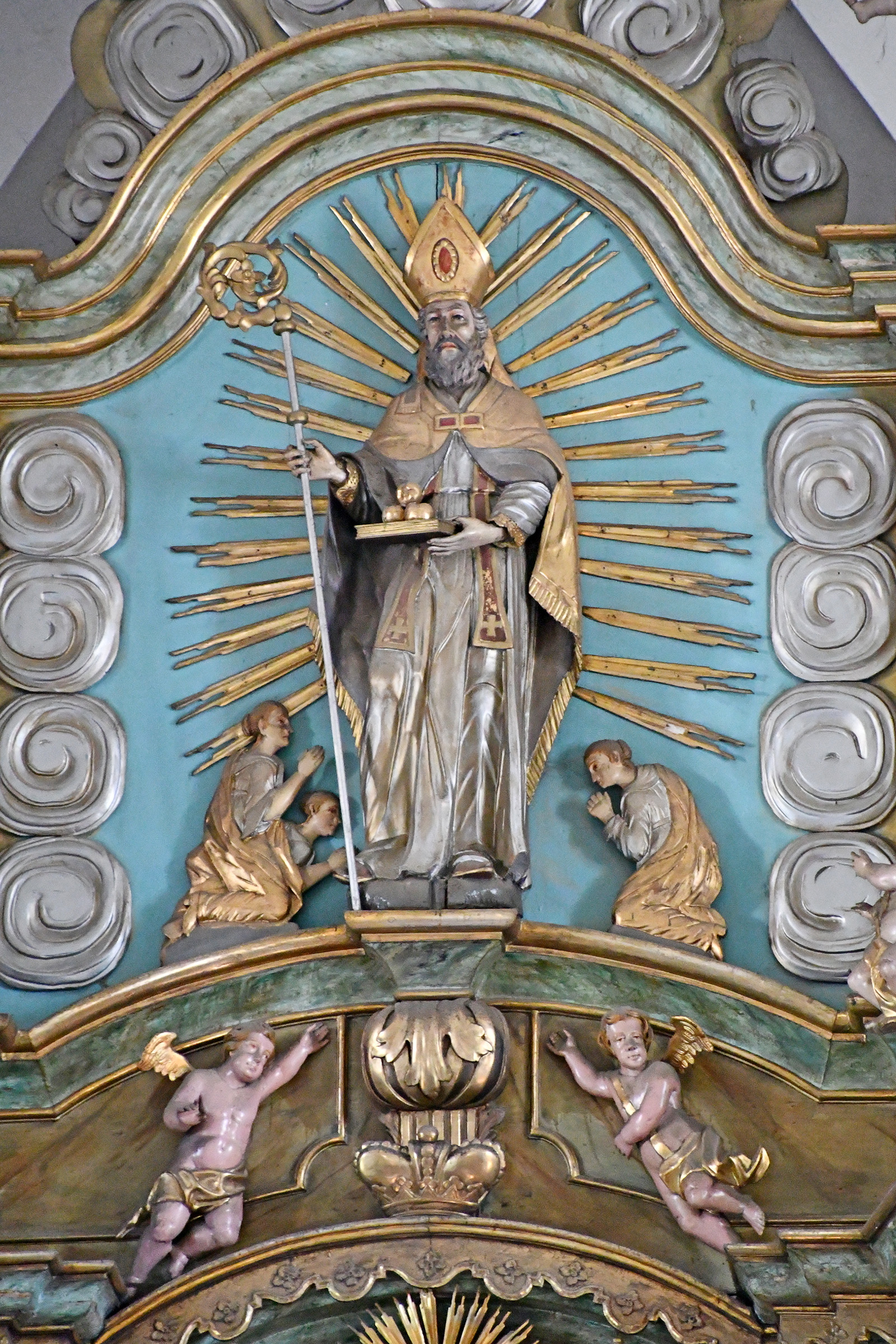
Szent Miklós szobra a főoltáron
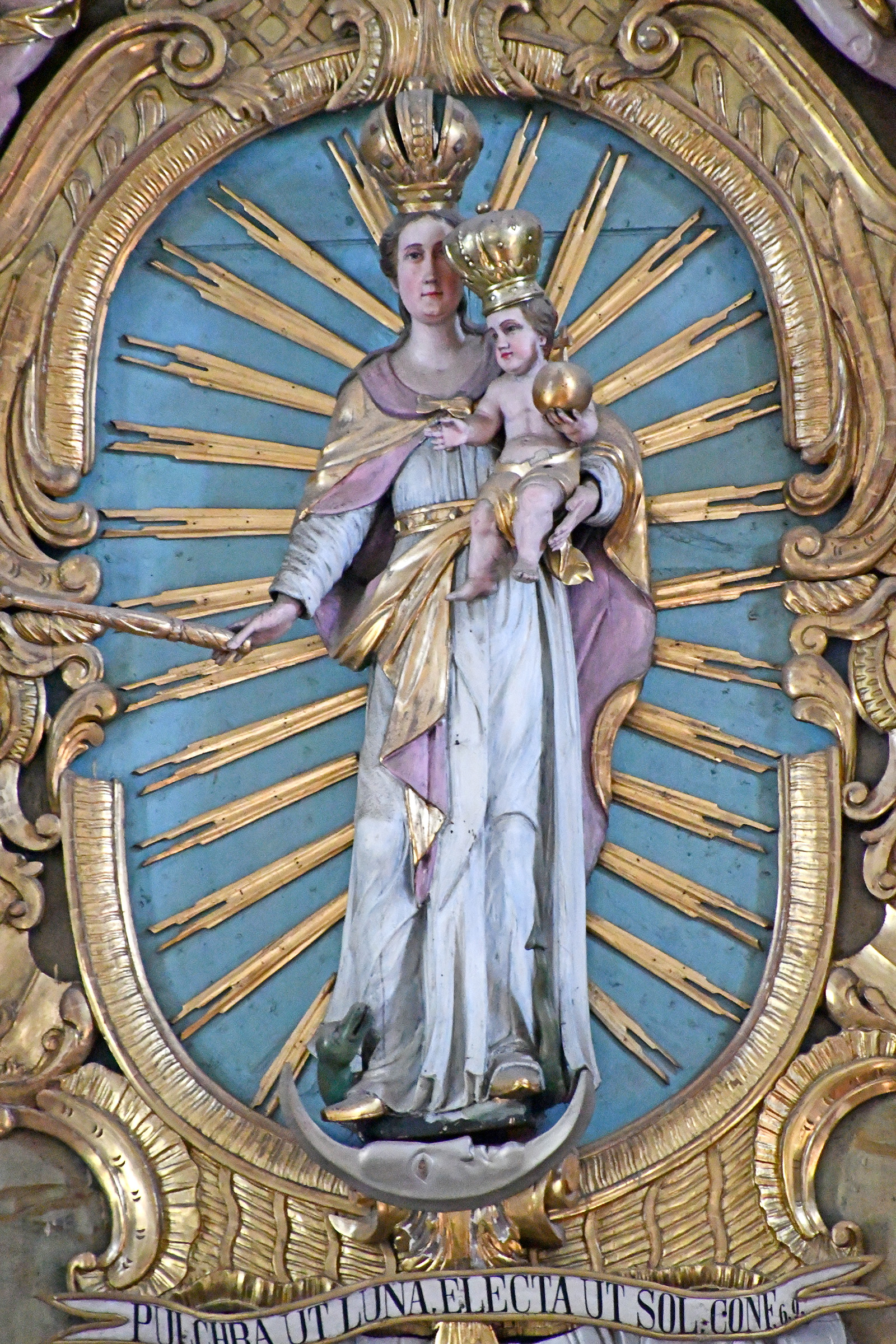
Szűz Mária szobra a főoltáron
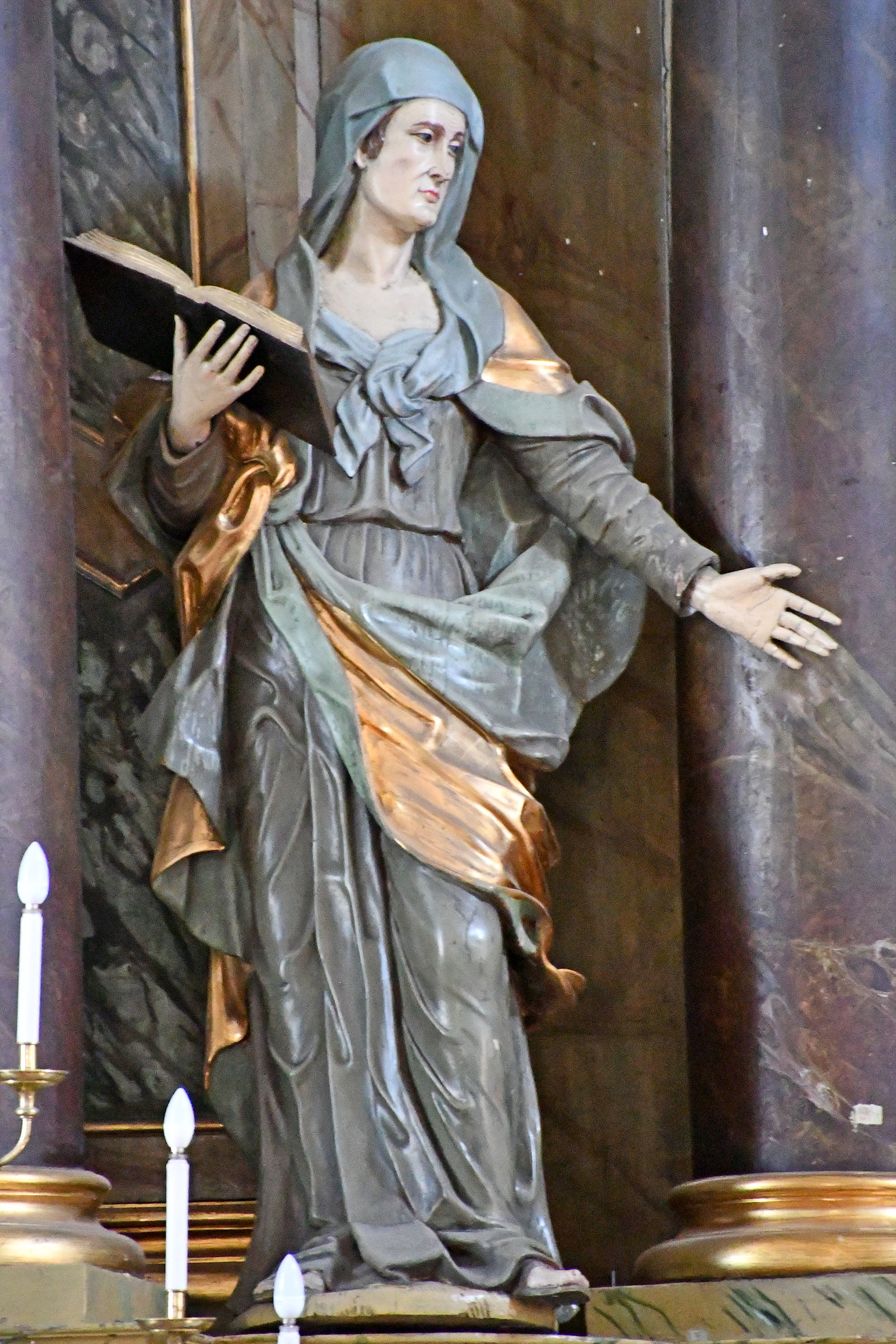
Szent Anna a főoltáron
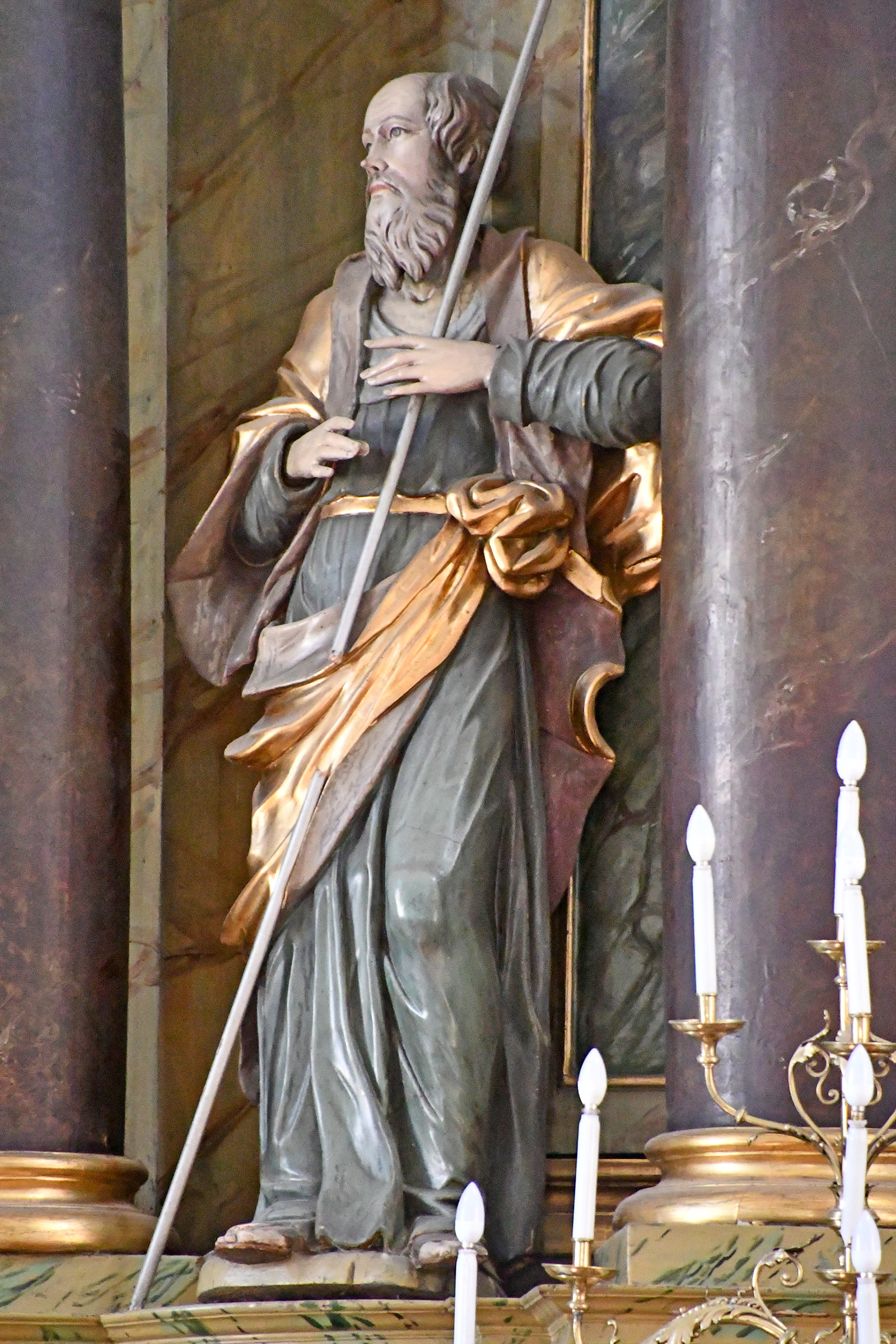
Szent Joachim a főoltáron
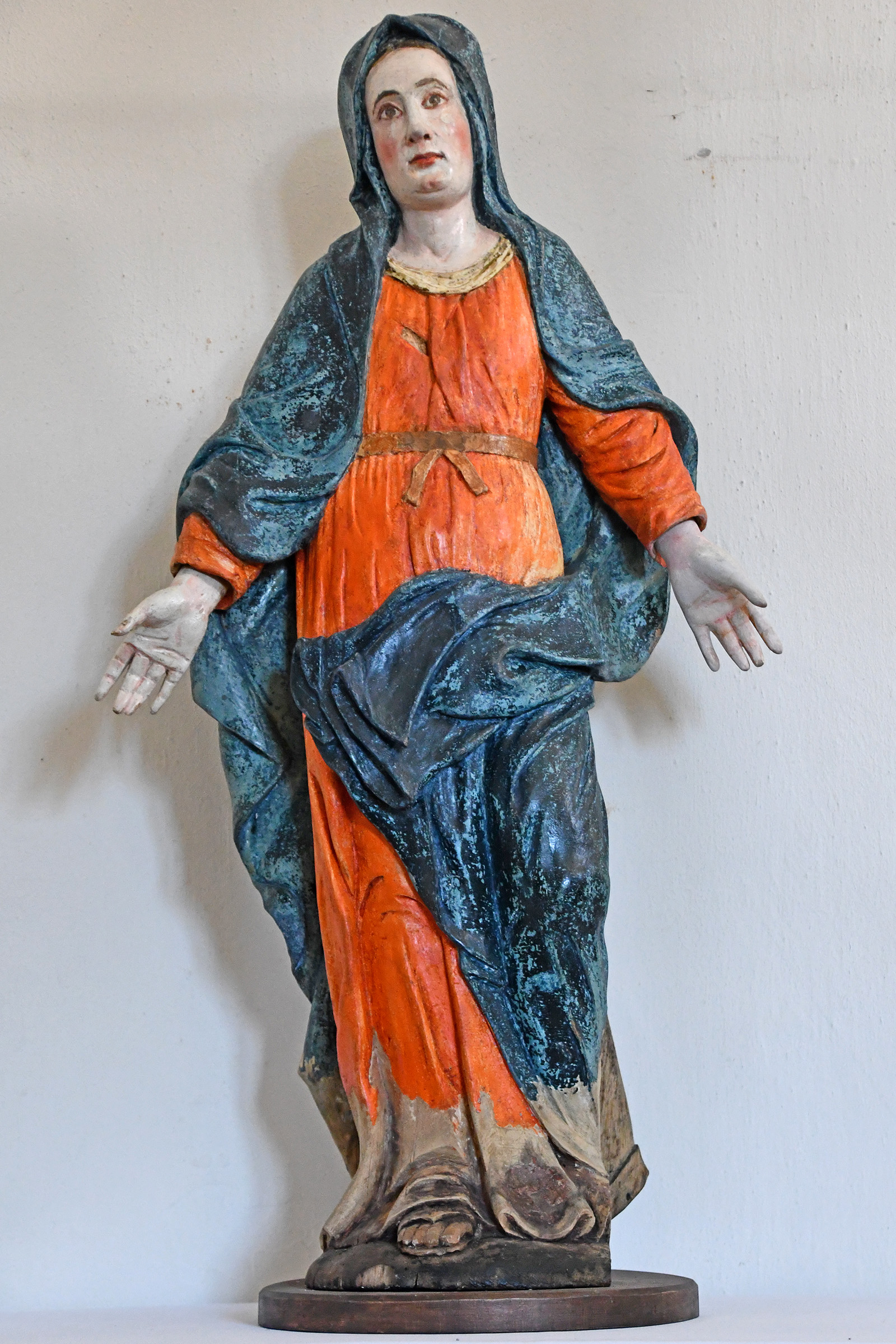
Fájdalmas Szűzanya-szobor

## Külső hivatkozások
- Adatbank.ro/Romániai magyar lexikon/ Műemlékek